# Rolf Gölz
Rolf Gölz, född 30 september 1962 i Bad Schussenried, är en tidigare professionell landsväg- och bancyklist från Tyskland. Han var professionell mellan 1985 och 1993. Han representerade Västtyskland under de Olympiska sommarspelen 1984 i Los Angeles och tog silver i individuellt förföljelselopp efter amerikanen Steve Hegg. Han tog tillsammans med det västtyska laget också brons i 4000 meter lagförföljelse under samma tävling.
Under sin karriär vann han bland annat de tyska nationsmästerskapen, etapp 15 under Tour de France 1987 och etapp 8 på Tour de France 1988, Züri Metzgete och Paris-Bryssel. Han vann La Flèche Wallonne under säsongen 1988.

## Meriter
1983
Nacht von Hannover
1983
Världsmästerskapen - lagförföljelse (amatör)
1985
 Tyskland Nationsmästerskapen - linjelopp
Vuelta a Andalucía
Firenze-Pistoia
1986
Giro di Campania
1987
Vuelta a Andalucia
Tour du Haut-Var
Züri Metzgete
Etapp 15, Tour de France 1987
1988
Irland runt
Vuelta a Asturias
La Flèche Wallonne
Etapp 8, Tour de France 1988
Paris-Bryssel
Milano-Turin
Giro del Piemonte
1989
Milano-Turin
1990
Trofeo Baracchi
1992
Hegiberg-Rundfahrt
Tour Méditerranéen